# Mediterranean Shipping Company

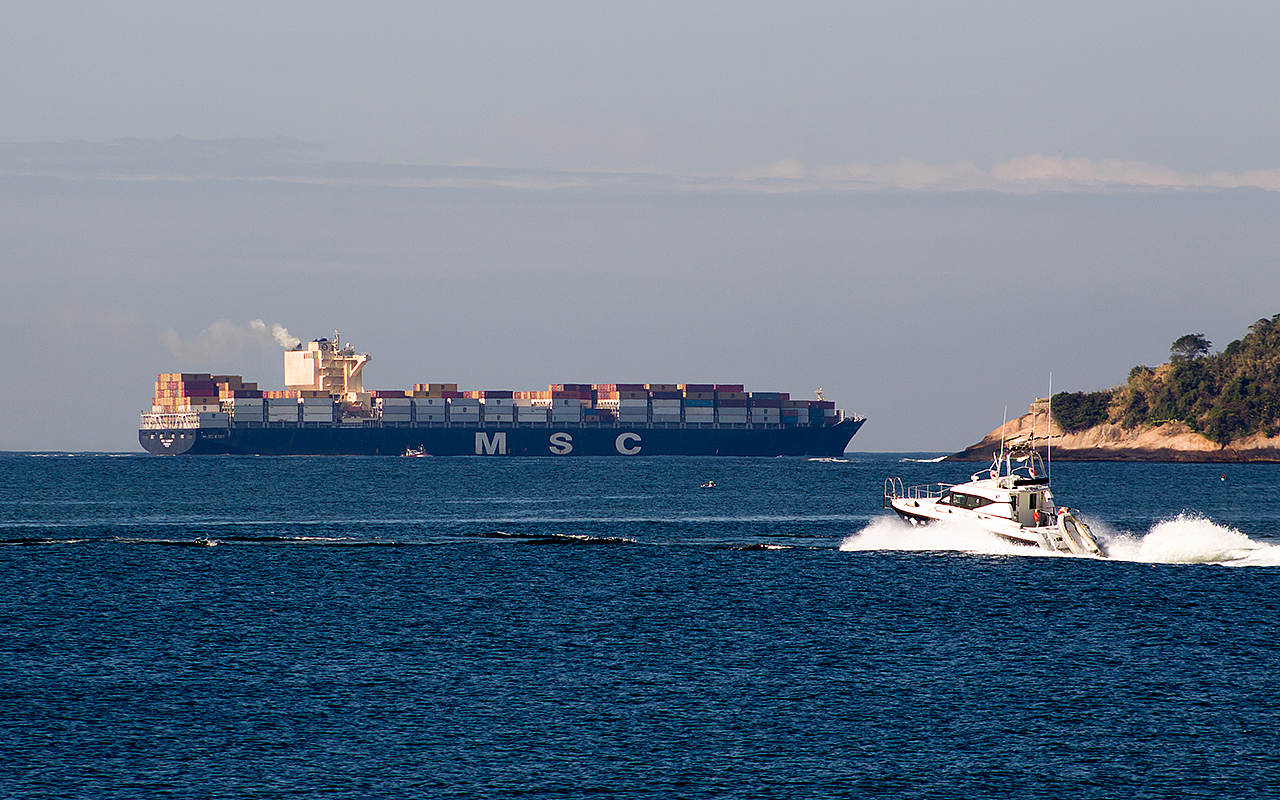
Navio m s c de carga saindo do porto do Rio de Janeiro Brasil

MSC Mediterranean Shipping Company S.A. é uma empresa especializada no transporte marítimo de carga conteinerizada com sede em Genebra. Atua na área de logística prestando serviços de transporte, incluindo despachos, trânsitos rodoviários e ferroviários, grupagem marítima e trânsitos internacionais, coleta de carga, armazenagem e distribuição, seguros de mercadoria e locação de contêineres. A Mediterranean Shipping Company é a segunda maior operadora de transporte de contêineres do mundo e uma das principais empresas de cruzeiros por meio de sua subsidiária MSC Cruises.

## História
A empresa privada Mediterranean Shipping Company, foi fundada em 1970 pelo então capitão Gianluigi Aponte, quando este comprou o seu primeiro navio. A MSC tem a sua sede em Genebra e escritórios espalhados por todo o mundo. Apesar de estar atualmente sediada em um país sem litoral, a Suíça, a MSC é originária de Nápoles.

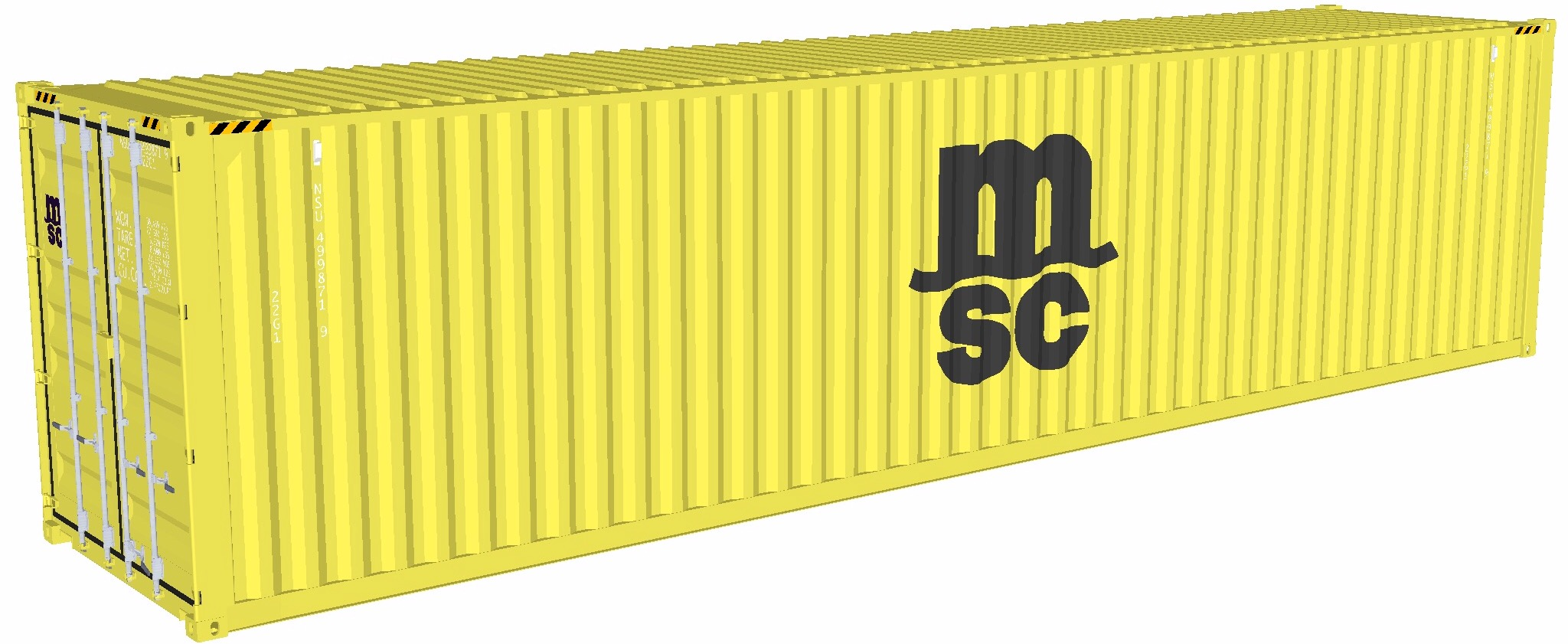
Container da MSC

O primeiro navio da empresa foi o Patricia com 1 750 GRT, seguido pelo Rafaela com 2 696 GRT, que passaram a operar uma linha de transporte marítimo entre o Mediterrâneo e na Somália.
Em 2018, a MSC foi responsável por cerca de 11 megatons de CO2; isso faz da MSC um dos dez emissores de CO2 da UE com a maior quantidade de gases de efeito estufa. Com exceção da Ryanair, todos os outros nove emissores de CO2 são usinas de carvão na Alemanha ou na Polônia.

## Alguns navios

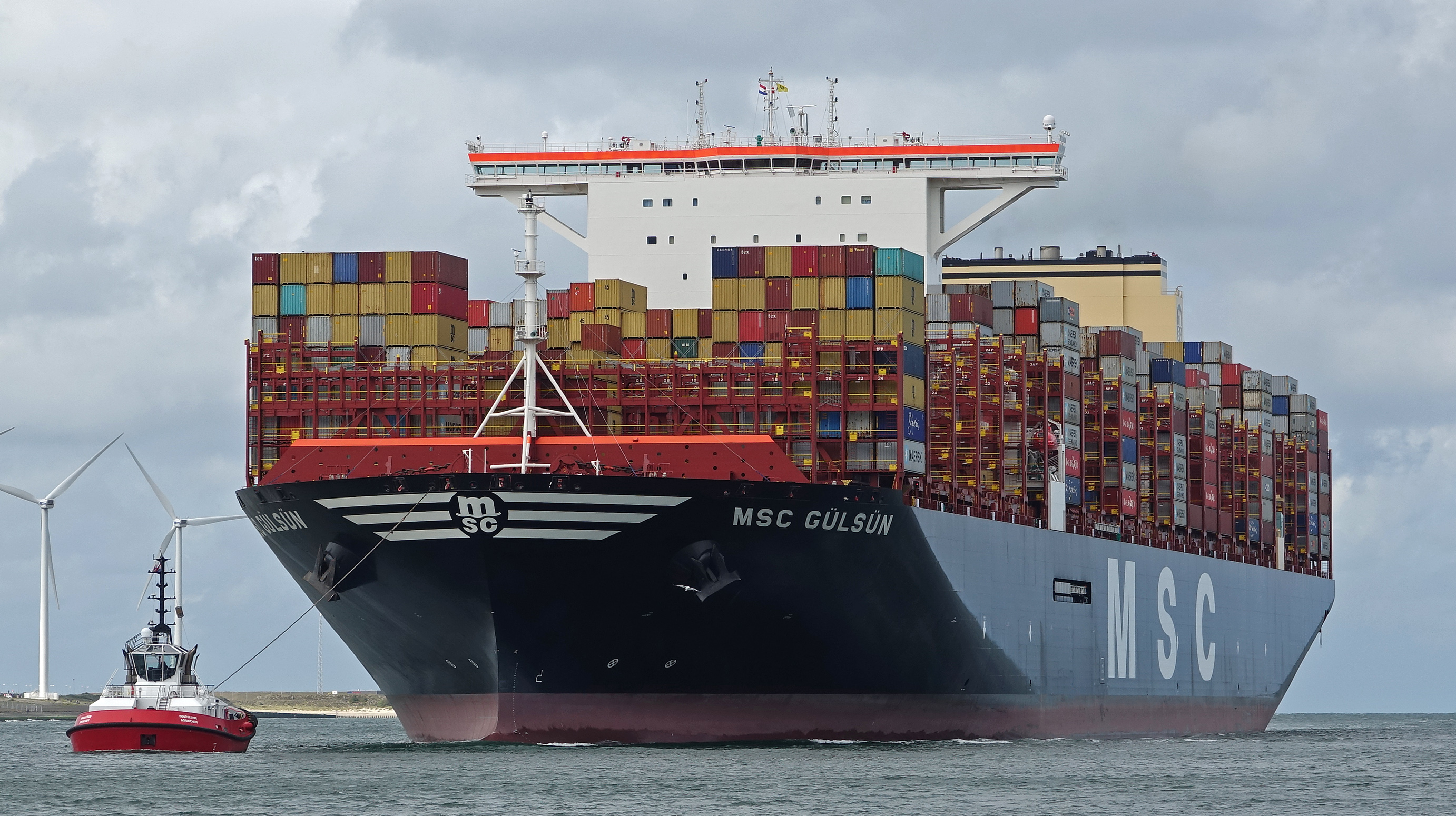
MSC Gülsün maior navio porta-contêineres em 2020

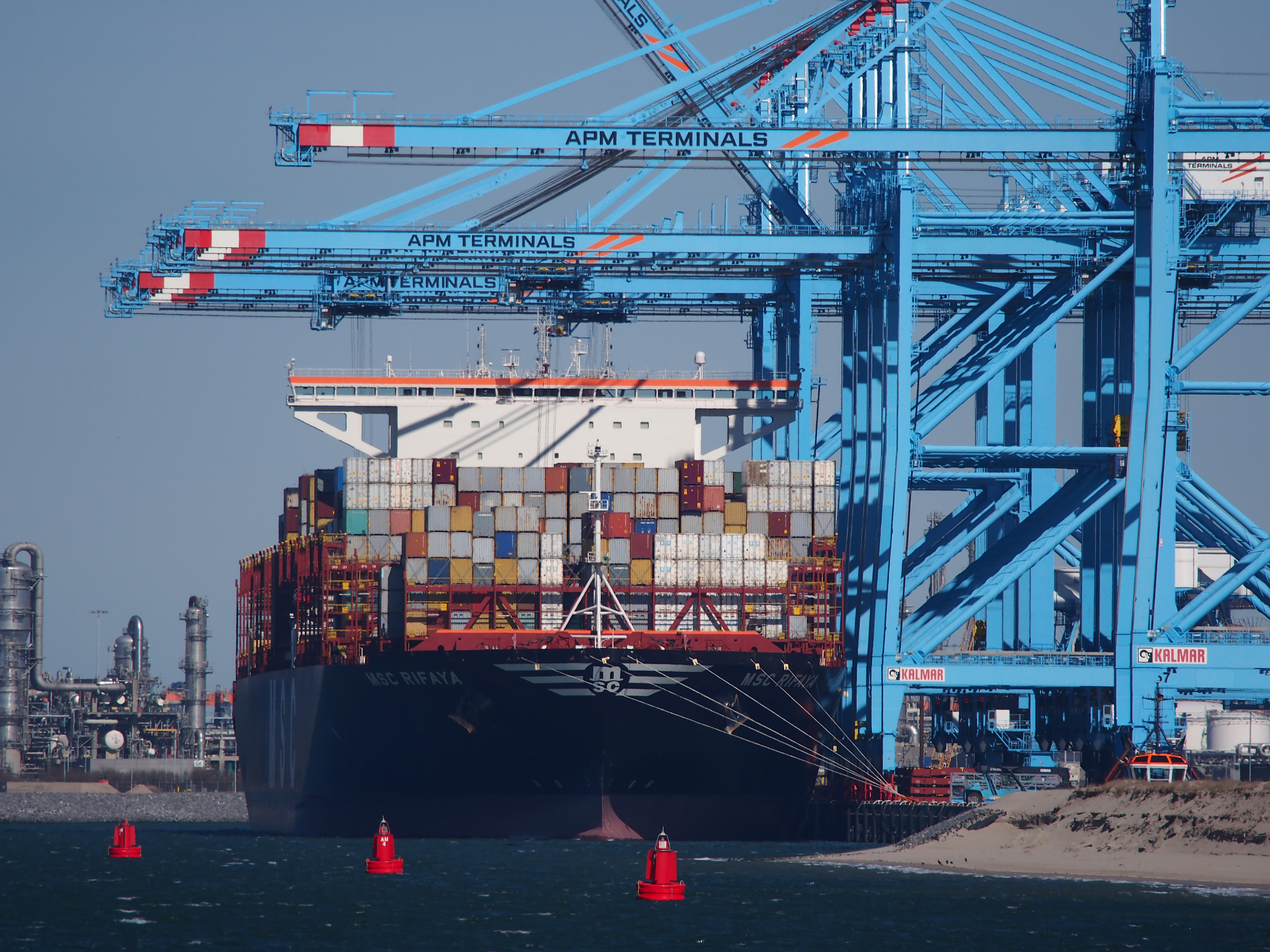
MSC Rifayano porto de Roterdã

A MSC em setembro de 2020 tinha uma frota de 574 navios (incluso os navios da WEC Lines), dos quais 436 eram fretados e 138 próprios. Na mesma data estavam sendo construídos 5 navios adicionais pelos estaleiros coreanos Samsung Heavy Industries e Daewoo Shipbuilding and Marine Engineering.
- MSC Beatrice
- MSC Bruxelles
- MSC Camille
- MSC Carmen
- MSC Carouge
- MSC Chicago
- MSC Cordoba
- MSC Daniela
- MSC Danit
- MSC Fabiola
- MSC Flaminia
- MSC Geneva
- MSC Gülsün
- MSC Leigh
- MSC Madeleine
- MSC Maya
- MSC Monterey
- MSC Napoli
- MSC Nuria
- MSC Oliver
- MSC Oscar
- MSC Pamela
- MSC Prestige
- MSC Rosaria
- MSC Sabrina
- MSC Sindy
- MSC Zoe